# Cellulite (lipodystrophie)
Pour les articles homonymes, voir cellulite.

Coupe transversale de peau avec cellulite.

La cellulite, ou lipodystrophie superficielle, correspond à un aspect de peau d'orange de manière spontanée ou à la suite du pincement de la peau. Elle est le résultat d'une variante de la normale de répartition du tissu adipeux (lipodystrophie), augmenté au niveau de la peau de certaines régions caractéristiques chez la femme principalement dans les zones sujettes à frictions (frottement de jambes, grattages,...)  
Cette répartition est notamment influencée par les hormones féminines œstrogène et progestérone. La prise en charge de la cellulite est limitée et consiste essentiellement à prendre en charge le surpoids, parfois à intervenir chirurgicalement. Il existe trois types de cellulite, la cellulite adipeuse (qui ne prend en considération que l'augmentation du tissu adipeux), la cellulite aqueuse (cellulite adipeuse avec rétention d'eau) et la cellulite fibreuse (cellulite adipeuse avec présence de fibrose).

## Description
La cellulite est une variation physiologique de la répartition de la graisse, augmentée au niveau de l'hypoderme des cuisses, des fesses et des hanches. La peau y a un aspect capitonné, parfois dit en « peau d'orange ».  

## Historique
Le terme cellulite apparaît pour la première fois dans un dictionnaire français (12e édition du Dictionnaire de médecine dirigé par Littré et Robin) en 1873 ; du latin cellula, cellule et  du suffixe « ite » indiquant un état inflammatoire. En 1923, une équipe de médecins français publie le premier Rapport sur la cellulite présenté à la Société de médecine de Paris. 
En 1924, le docteur Louis Alquier, après avoir croisé ses recherches avec les méthodes de palper-rouler apprise des masseurs suédois, isole et invente la cellulite en tant que telle : il évoque « des grains de nodosité » perceptibles « sous la peau en la pinçant » chez des
femmes « enveloppées » ou « la sensation dite de peau d’orange » obtenue en « plissant l’épiderme ». La cellulite est alors vue comme une intoxication du corps et plusieurs causes sont évoquées : insuffisance hépatique, obésité, arthritisme, grippe, etc.. Elle est par la suite considérée comme une maladie[réf. nécessaire] liée à la vague de lipophobie des années 1930 qui est concomitante avec la mode de vêtements raccourcis qui rend les formes féminines plus visibles. Le terme cellulite fait sa première apparition dans un magazine de mode, la revue Votre beauté, en février 1933 dans un article du Docteur Debec sur les exercices contre le corps pour lutter contre la sédentarité.
Depuis, la cellulite est devenue un marronnier des magazines de mode de la presse féminine, avec son cortège de suggestions de traitements,.

## Formation

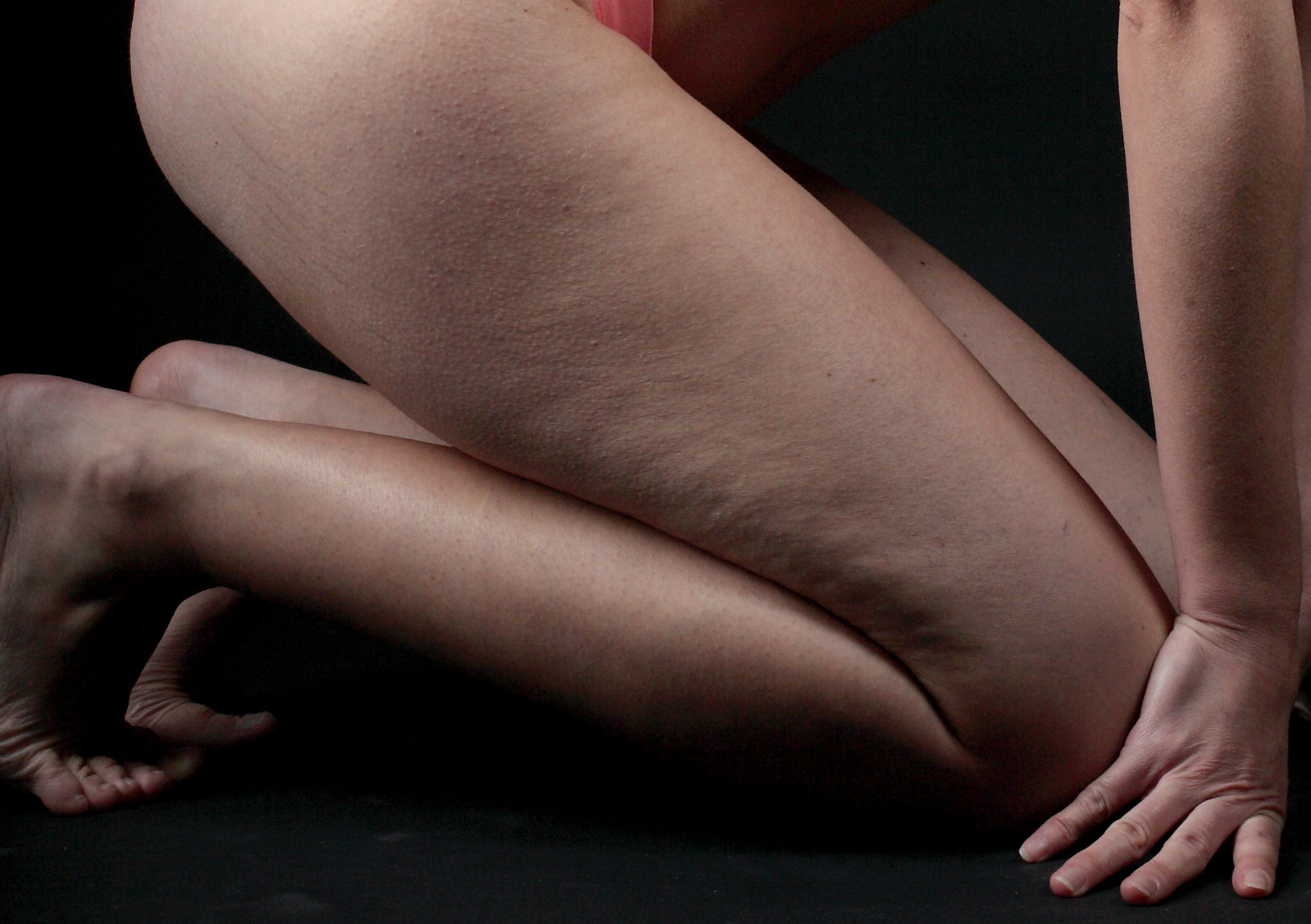
Cellulite au niveau d'une cuisse.

La cellulite est un dépôt de graisse localisé sous la peau, de manière superficielle. Elle est le résultat d'un déséquilibre dans la balance énergétique. C'est-à-dire que l'alimentation et l'entrée d'énergie est plus importante que les sorties d'énergie. Il y a donc stockage sous forme de graisses. La différence entre homme et femme, peut s'expliquer par le fait que, chez la femme, la configuration du tissu hypodermique est différente de celle retrouvée chez l'homme. Chez la femme les lobules adipeux sont perpendiculaires à la surface cutanée et font protrusion dans le derme réticulaire, alors que chez l'homme, ces lobules ont une orientation oblique.
Une alimentation trop riche favorise le stockage des lipides dans des cellules graisseuses appelées adipocytes. L’augmentation de la taille de ces adipocytes ou l’infiltration excessive d’eau dans les tissus sont les causes d’une augmentation de l’épaisseur de l’hypoderme (situé sous l’épiderme, dans la partie profonde du derme) parfois illustrée par un changement du système adipeux appelé plus communément cellulite. Plus le surplus de lipides stocké sous forme de triglycérides est important, plus on observe un gonflement des adipocytes qui se remplissent de graisses (ils peuvent grossir jusqu’à 50 fois par rapport à leur volume initial.) 
La propension à la cellulite est liée à différents facteurs isolés ou combinés :
- génétique : certaines personnes en auront beaucoup en mangeant peu, d'autres peu en mangeant beaucoup ;
- hormonal : rétention d'eau liée à une hyper-œstrogénie apparaissant souvent à la ménopause ;
- vasculaire : insuffisance veineuse des membres inférieurs ;
- mauvaise hygiène de vie : sédentarité (manque d’exercice), mauvaise alimentation présentant trop de sucre industriel favorisant la formation de la cellulite[réf. nécessaire].

## Prise en charge
Il existe plus de 96 machines en France comportant une allégation contre la cellulite. Cependant, il n'existe pas de traitement permettant la disparition de la cellulite à long terme. 